# Sun Shengnan
Sun Shengnan (chiń. 孙胜男; ur. 21 stycznia 1987 w Pekinie) – chińska tenisistka, posługująca się lewą ręką.
Grę w tenisa rozpoczęła w wieku dziewięciu lat. Pierwsze starty turniejowe w juniorskich zawodach ITF odnotowała w listopadzie 2000 roku. W grudniu 2001 Sun wygrała swój pierwszy turniej gry pojedynczej, rozgrywany w Chinach. Kolejne zwycięstwo singlowe odniosła w październiku 2002, triumfując w Brunei. Tydzień później triumfowała także na Malezji. Ostatnie juniorskie zwycięstwo turniejowe zdobyła w kwietniu 2004 we Francji.
W lutym 2002 wygrała po raz pierwszy turniej gry podwójnej w Chandigarh. Przez kolejne lata kariery juniorskiej zdobyła pięć tytułów w deblu, w tym najważniejszy na kortach Melbourne Park – tytuł wielkoszlemowego Australian Open w parze z zawodniczką Chińskiego Tajpej, Chan Yung-jan. Miało to miejsce w 2004 roku, a finałowymi przeciwniczkami Sun i Chan były Nicole Vaidišová i Veronika Chvojková z Czech.
W 2005 roku zadebiutowała w turnieju rangi WTA w Kantonie, ale w pierwszej rundzie przegrała z Aliną Żydkową. Równocześnie wygrywała kobiece turnieje ITF. Także rok 2006 upłynął jej pod znakiem zdobywania kolejnych tytułów turniejowych ITF. W roku 2007 nie zdołała (do września) przebrnąć pierwszej rundy singlowego turnieju WTA. O wiele bardziej rozwinęła się jej kariera deblowa. W styczniu w parze z Sun Tiantian doszła do półfinału turnieju w Auckland. Następnie odnotowała ćwierćfinał Australian Open, Pattaya i Bengaluru. Potem przez kilka miesięcy występowała w turniejach ITF, bez większych sukcesów. Do profesjonalnej rywalizacji powróciła w maju, dochodząc do finału debla w Pradze. We wrześniu wygrała swój pierwszy zawodowy turniej deblowy na Bali u boku Ji Chunmei.

## Finały turniejów WTA
| Legenda                     | Legenda |
| --------------------------- | ------- |
| Wielki Szlem                |         |
| Igrzyska olimpijskie        |         |
| WTA Tour Championships      |         |
| 1988 – 2008                 |         |
| Kategoria I                 |         |
| Kategoria II                |         |
| Kategoria III               |         |
| Kategoria IV                |         |
| Kategoria V                 |         |
| 2009 – 2020                 |         |
| WTA Premier Mandatory       |         |
| WTA Premier 5               |         |
| WTA Premier                 |         |
| WTA International Series    |         |
| WTA 125K series (2012–2020) |         |

### Gra podwójna
| Końcowy wynik | Nr | Data             | Turniej | Nawierzchnia | Partnerka  | Przeciwniczki                     | Wynik finału   |
| ------------- | -- | ---------------- | ------- | ------------ | ---------- | --------------------------------- | -------------- |
| Finalistka    | 1. | 13 maja 2007     | Praga   | Ceglana      | Ji Chunmei | Petra Cetkovská Andrea Hlaváčková | 6:7(7), 2:6    |
| Zwyciężczyni  | 1. | 16 września 2007 | Bali    | Twarda       | Ji Chunmei | Jill Craybas Natalie Grandin      | 6:3, 6:2       |
| Finalistka    | 2. | 13 lutego 2011   | Pattaya | Twarda       | Zheng Jie  | Sara Errani Roberta Vinci         | 6:3, 3:6, 5–10 |

## Wygrane turnieje rangi ITF
| turnieje z pulą nagród 100 000 $ |
| turnieje z pulą nagród 75 000 $  |
| turnieje z pulą nagród 50 000 $  |
| turnieje z pulą nagród 25 000 $  |
| turnieje z pulą nagród 15 000 $  |
| turnieje z pulą nagród 10 000 $  |

### Gra pojedyncza
|    | Data       | Turniej   | ($)    | Naw.   | Finalistka     | Wynik         |
| 1. | 10/04/2005 | Wuhan     | 10 000 | twarda | Liang Chen     | 6:3, 4:6, 6:3 |
| 2. | 14/05/2005 | Ahmadabad | 10 000 | twarda | Ankita Bhambri | 6:2, 6:2      |
| 3. | 03/09/2006 | Kanton    | 50 000 | twarda | Yurika Sema    | 6:2, 6:4      |
| 4. | 28/06/2009 | Qianshan  | 10 000 | twarda | Han Xinyun     | 6:1, 6:4      |
| 5. | 23/08/2009 | Pingguo   | 25 000 | twarda | Zhou Yimiao    | 6:4, 6:4      |
| 6. | 30/08/2009 | Qianshan  | 10 000 | twarda | Liang Chen     | 6:3, 6:3      |

## Finały juniorskich turniejów wielkoszlemowych

### Gra podwójna (1)
| Końcowy wynik | Rok  | Turniej         | Nawierzchnia | Partnerka     | Przeciwniczki                       | Wynik finału |
| Zwyciężczyni  | 2004 | Australian Open | Twarda       | Chan Yung-jan | Veronika Chvojková Nicole Vaidišová | 7:5, 6:3     |